# 리 슘웨이
리 슘웨이(Lee Shumway, 1884년 3월 4일 ~ 1959년 1월 4일)는 미국의 배우, 영화배우이다.

## 영화
- 캘러미티 제인 (1953년)
- 론 레인저 - 49년 시리즈 (1949년)
- 스매쉬업 (1947년)
- 잃어버린 주말 (1945년)
- 스웨터 걸 (1942년)
- 록시 하트 (1942년)
- 프라이오러티스 온 퍼레이드 (1942년)
- 내 사랑 마녀 (1942년)
- 더 페이스 비하인드 더 마스크 (1941년)
- 아이 원티드 윙스 (1941년)
- 댄스, 걸, 댄스 (1940년)
- 샤도우 (1940년)
- 위대한 맥긴티 (1940년)
- 머나먼 항해 (1940년)
- 분노의 포도 (1940년)
- 딕 트레이시스 G-멘 (1939년)
- 데어 댓 우먼 어게인 (1939년)
- 스파이더스 웹 (1938년)
- 찰리 찬 앳 더 올림픽 (1937년)
- 리틀 빅 샷 (1935년)
- 레몬 드롭 키드 (1934년)
- 나는 탈옥수 (1932년)
- 쇼 걸 인 헐리우드 (1930년)
- 소 디스 이즈 칼리지 (1929년)